# サーヴォカ
サーヴォカ（イタリア語: Savoca, シチリア語: Sàuca）は、イタリア共和国シチリア州メッシーナ県にある、人口約1,800人の基礎自治体（コムーネ）。

## 地理

### 位置・広がり

#### 隣接コムーネ
隣接するコムーネは以下の通り。
- カザルヴェッキオ・シークロ
- フォルツァ・ダグロ
- フルチ・シークロ
- サンタレッシオ・シークロ
- サンタ・テレーザ・ディ・リーヴァ

## 行政

### 分離集落
サーヴォカには、以下の分離集落（フラツィオーネ）がある。
- Botte, Cantidati, Contura, Cucco, Mancusa, Mortilla, Rina, Rogani, Romissa, Scorsonello, San Francesco di Paola

## 文化・観光
「イタリアの最も美しい村」クラブ加盟コムーネである。